# Nabil Atassi
Nabil Atassi (* 22. Januar 1981 in Lüdenscheid) ist ein deutscher Arzt, Journalist und Moderator.

## Leben
Atassi studierte nach dem Abitur von 2001 bis 2008 Humanmedizin in Hamburg und Paris. Von 2005 bis 2009 promovierte er zum Thema Zytotoxizität polyklonaler Antithymozytenglobuline an Zellen der Chronischen Lymphatischen Leukämie an der Klinik für Stammzelltransplantation am Universitätsklinikum Hamburg-Eppendorf. Seine Ausbildung zum Facharzt für Urologie absolvierte er am Universitätsklinikum Hamburg-Eppendorf (UKE) und am Vivantes Auguste-Viktoria-Klinikum in Berlin. Ab 2017 war er als Oberarzt und zuletzt bis 2021 als Geschäftsführender Oberarzt an der Urologischen Klinik am Klinikum Sindelfingen-Böblingen tätig.
Erste Erfahrungen beim Radio sammelte er ab 2001 beim Freien Sender Kombinat in Hamburg. Nach Praktika bei der Deutschen Welle und beim Schweizer Radio und Fernsehen arbeitete Atassi ab 2010 frei als Autor und Moderator für die Jazzredaktion im Norddeutschen Rundfunk und für RbbKultur. 2011 konzipierte er in Berlin ein eigenes Online-Gesprächsformat mit Musik und Gästen aus der Welt des Jazz. Daraus entwickelte sich eine Gesprächssendung mit Gästen aus Gesellschaft und Kultur, die seit 2017 unter dem neuen Namen PopTalk online und als Podcast abrufbar ist.
Im April 2020 entwarf und moderierte er für SWR1 Baden-Württemberg den Podcast Covid19 – Was Ärzte und Helfer wirklich erleben. 2021 wechselte er als Redakteur und Moderator zum Südwestrundfunk in Stuttgart.
Seit Januar 2022 moderiert er im Programm von SWR1 Baden-Württemberg die Talk-Sendung Leute.
Atassi lebt und arbeitet in Stuttgart und Berlin.

## Auszeichnungen
2013 erhielt Nabil Atassi gemeinsam mit Karsten Mützelfeldt für eine Radioreportage zur Jazzszene in London den WDR Jazzpreis (Ehrenpreis für herausragende Radiobeiträge im Jazzbereich).
2022 wurde Atassi mit dem Deutschen Radiopreis in der Kategorie „Bestes Interview“ für die Podcast-Folge von SWR1 Baden-Württemberg Pflege am Limit: Krankenschwester auf einer Corona-Station ausgezeichnet.